# Dardine
Dardine (Dàrden in noneso) è una frazione del comune di Predaia in provincia autonoma di Trento.

## Storia
Dardine è stato comune autonomo fino al 1929, anno in cui venne aggregato a Taio.

## Monumenti e luoghi d'interesse

### Architetture religiose
- Chiesa di San Marcello[5]